# Exhausted (chanson)
Singles de Foo Fighters
premier single This Is a Call
(1995)
Exhausted est le premier single du premier album du groupe grunge Foo Fighters. La chanson a seulement été publié en tant que single promotionnel. 
La pochette du single a été créée par Tim Gabor, qui a également été à l'origine de la pochette du premier album. L'image avant a finalement été utilisé à nouveau pour un CD promotionnel seule version du "For All the Cows". Toutes les photos affichées sur la façade arrière apparaissent légèrement remanié dans le livret de l'album.
La face B, "Winnebago", est initialement paru sur l'album de Late!, Pocketwatch sorti en 1992. 

## Liste des titres
Toutes les chansons sont écrites et composées par Dave Grohl.
| No | Titre     | Durée |
| -- | --------- | ----- |
| 1. | Exhausted | 5:45  |
| 2. | Winnebago | 4:14  |